# Lily Yip
Lily Yip (* 22. August 1963 in Guangdong) ist eine aus China stammende amerikanische Tischtennisspielerin und -trainerin. Sie nahm 1992 und 1996 an den Olympischen Spielen teil.

## Werdegang
Lily Yip ist die Tochter eines Polizisten. Mit sieben Jahren begann sie Tischtennis zu spielen, als 12-Jährige besuchte sie ein Tischtennisinternat. 1980 wurde sie bei den Nationalen Chinesischen Meisterschaften der Erwachsenen Dritter im Damendoppel. Weitere nationale Erfolge reichten allerdings nicht aus, um in die chinesische Spitze vorzudringen.
1987 wanderte sie in die Vereinigten Staaten aus. Hier war sie weiter aktiv und gehörte bald zu den fünf besten amerikanischen Spielerinnen. 1991 nahm sie die amerikanische Staatsbürgerschaft an. Bei den nationalen Meisterschaften siegte sie von 1992 bis 1995 viermal in Folge im Doppel (zweimal mit Wei Wang und zweimal mit Amy Feng) sowie 2005 im Mixed an der Seite ihres Sohnes Adam Hugh. Im Einzel unterlag sie 1992, 1993, 1994 und 1995 im Endspiel der ebenfalls aus China stammenden Amy Feng.
1992 und 1996 qualifizierte sie sich für die Teilnahme an den Olympischen Spielen. 1992 gewann sie im Einzel gegen Helen Amankwah (Ghana), verlor dagegen gegen Li Chunli (Neuseeland) und Yu Sun-bok (Nordkorea). Auch im Doppel musste sie an der Seite von Diana Gee zwei Niederlagen hinnehmen, nämlich gegen die Französinnen Emmanuelle Coubat/Xiao-Ming Wang und gegen Chan Tan Lui/Chai Po Wa aus Hongkong. Gegen die Argentinierinnen Alejandra Gabaglio/Hae-Ja Kim de Rimasa gelang ein Sieg. Dies resultierte in Platz 33 im Einzel und Platz 17 im Doppel.
Bei den Olympischen Spielen 1996 landete sie im Einzel auf Platz 17, im Doppel auf Platz 9. Im Einzel verlor sie nur gegen Chan Tan Lui (Hongkong), besiegte aber Krisztina Tóth (Ungarn) und Monica Doti (Brasilien). Auch im Doppel mit Wei Wang gelangen zwei Siege, nämlich gegen Bettine Vriesekoop/Emily Noor (Niederlande) und gegen Bose Kaffo/Funke Oshonaike (Nigeria). Gegen die Russinnen Irina Palina/Elena Timina mussten sie sich geschlagen geben.
Lily Yip ist verheiratet mit Barry Hugh, mit dem sie einen Sohn namens Adam und eine Tochter namens Judy. Beide spielen Tischtennis, mit Adam gewann Lily Yip die nationalen Meisterschaften 2005 im Mixed.
2004 wurde Lily Yip in die US Table Tennis Hall of Fame aufgenommen.
Später arbeitete sie – neben der Förderung ihrer Kinder – als Tischtennistrainerin. In Dunellen betreibt sie die Lily Yip Table Tennis Center and Academy. 2004, 2010, 2013 und 2014 wurde sie als USATT-Trainerin des Jahres ausgezeichnet.